# Sportzentrum ASKÖ Salzburg West
Das Sportzentrum ASKÖ Salzburg West, aufgrund eines Namenssponsorings Max-Aicher-Stadion, ist ein Fußballstadion in Salzburg-Maxglan, das sich im Eigentum des ASKÖ befindet. Seit der Saison 2007/08 finden in ihm die Heimspiele des SV Austria Salzburg statt.

## Geschichte
Das Stadion wurde 1999 als ASKÖ Sportanlage West eröffnet und vom ASK Salzburg für dessen Spiele genutzt. Nachdem der Verein im Mai 2006 Konkurs anmelden musste, konnte der Spielbetrieb auf dem bisherigen Platz finanziell nicht weiter aufrechterhalten werden.
Im Sommer 2007 bezog dann der SV Austria Salzburg das Stadion, das zunächst als Heimplatz für die Spiele in der 1. Klasse Nord, der 6.-höchsten Spielklasse Österreichs, diente. In den folgenden drei Spielzeiten schaffte die Austria den Aufstieg bis in die Regionalliga West, die dritthöchste Spielklasse.
Zur Saison 2010/11 erwarb der Telefonanbieter MyPhone Austria die Namensrechte an dem Stadion, das fortan offiziell MyPhone Austria Stadion hieß.
Durch die Popularität des Vereins kam das Stadion schon in den Amateurligen regelmäßig an seine Kapazitätsgrenzen. In der ersten Regionalliga-Saison lag der Besucherschnitt bereits bei 1.290 Besuchern pro Spiel. Dieser Schnitt wurde auch in den Folgejahren erreicht.
Als in der Saison 2014/15 die Profilizenz für die Erste Liga beantragt wurde, überprüfte die Bundesliga das Stadion auf seine Erstliga-Tauglichkeit; die Austria erhielt die Lizenz. Im Zuge des Aufstieges wurde verlautbart, das Stadion im Sommer 2015 an die Anforderungen der Liga anzupassen und auszubauen. Die Adaptierungen bestehen im Wesentlichen aus der Errichtung einer neuen Hintertortribüne und einer HDTV-tauglichen Flutlichtanlage. Die neue Beleuchtungsanlage wurde Ende 2015 in knapp zwei Monaten errichtet und ist mit 144 LED-Leuchten, auf zwölf statt normalerweise vier Masten, ausgestattet. Das Sportzentrum ASKÖ Salzburg West ist das erste österreichische Stadion mit einer LED-Flutlichtanlage. Hochsicherheitsspiele können in diesem Stadion jedoch nicht durchgeführt werden, Austria wich in der Saison 2015/16 ins Ausweichstadion nach Schwanenstadt aus.
Im März 2018 wurde das Stadion in Anlehnung an Erich Misoph gemeinsam mit dem Sponsor Volltreffer.com in Erich Misoph Volltreffer Stadion umbenannt. Misoph war 1972 ein Gründungsmitglied des „1. Anhängerklub Austria Salzburg“, einer der ältesten noch aktiven Fanclubs in Österreich.
Im April 2019 stieg Max Aicher beim SV Austria Salzburg als Sponsor ein. Seitdem heißt das Stadion offiziell Max-Aicher-Stadion.
Der Senat 3 der Bundesliga hat im April 2025 bekanntgegeben, dass das Stadion für die Saison 2025/26 die Kriterien der 2. Bundesliga erfüllt.

## Weitere Bilder

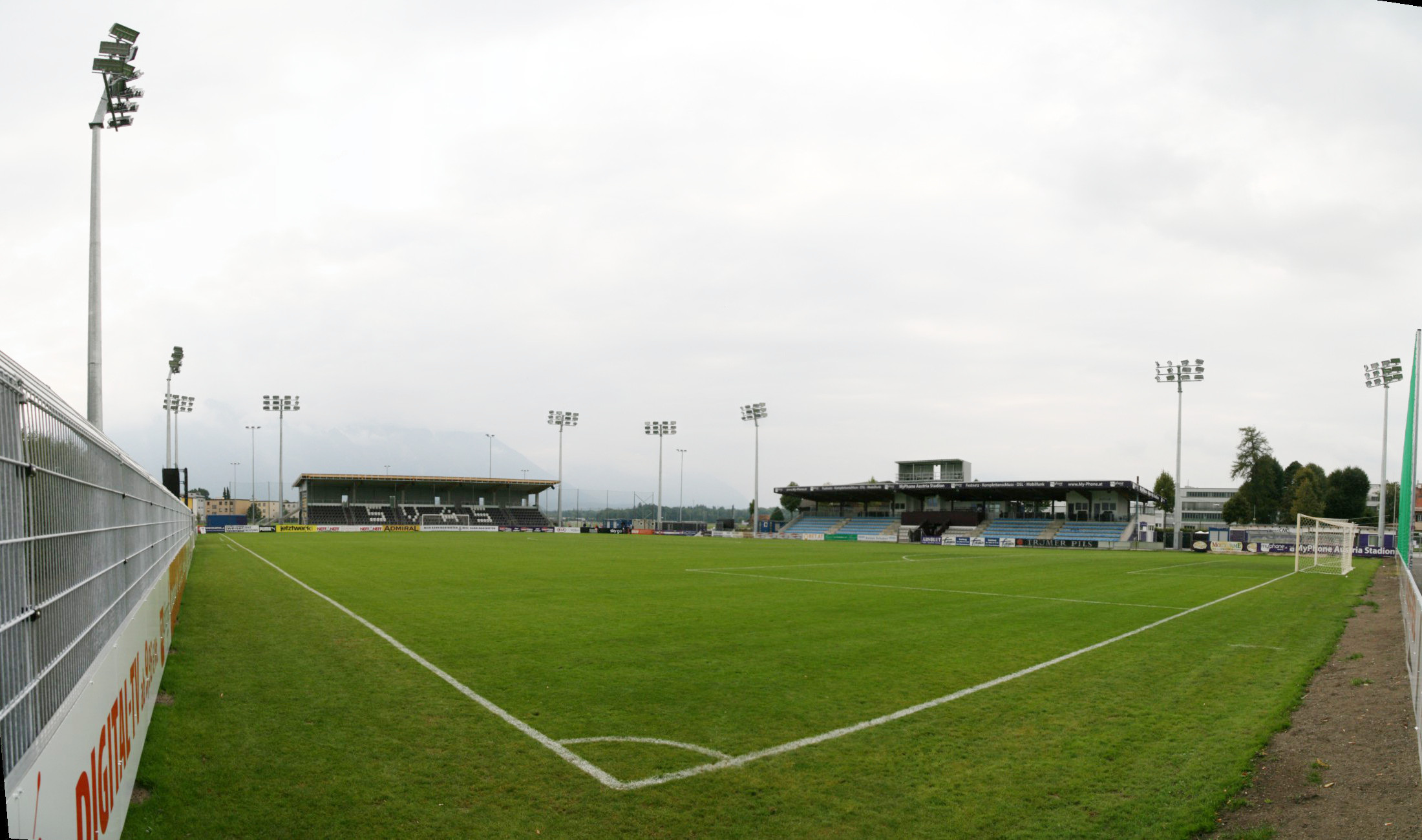
Stadion 2015 (nach dem Umbau für die 1. Liga)
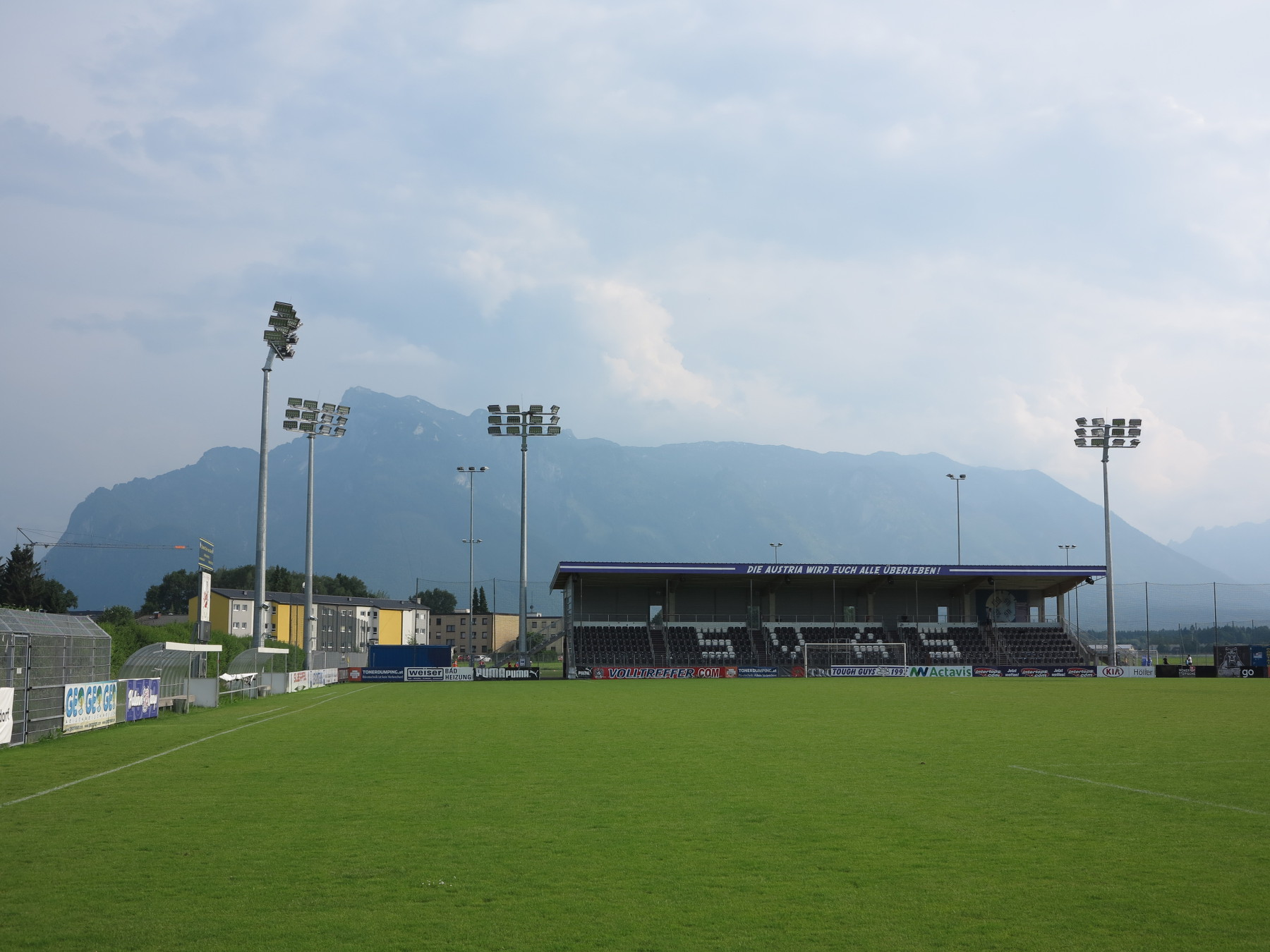
Fantribüne 06/2017
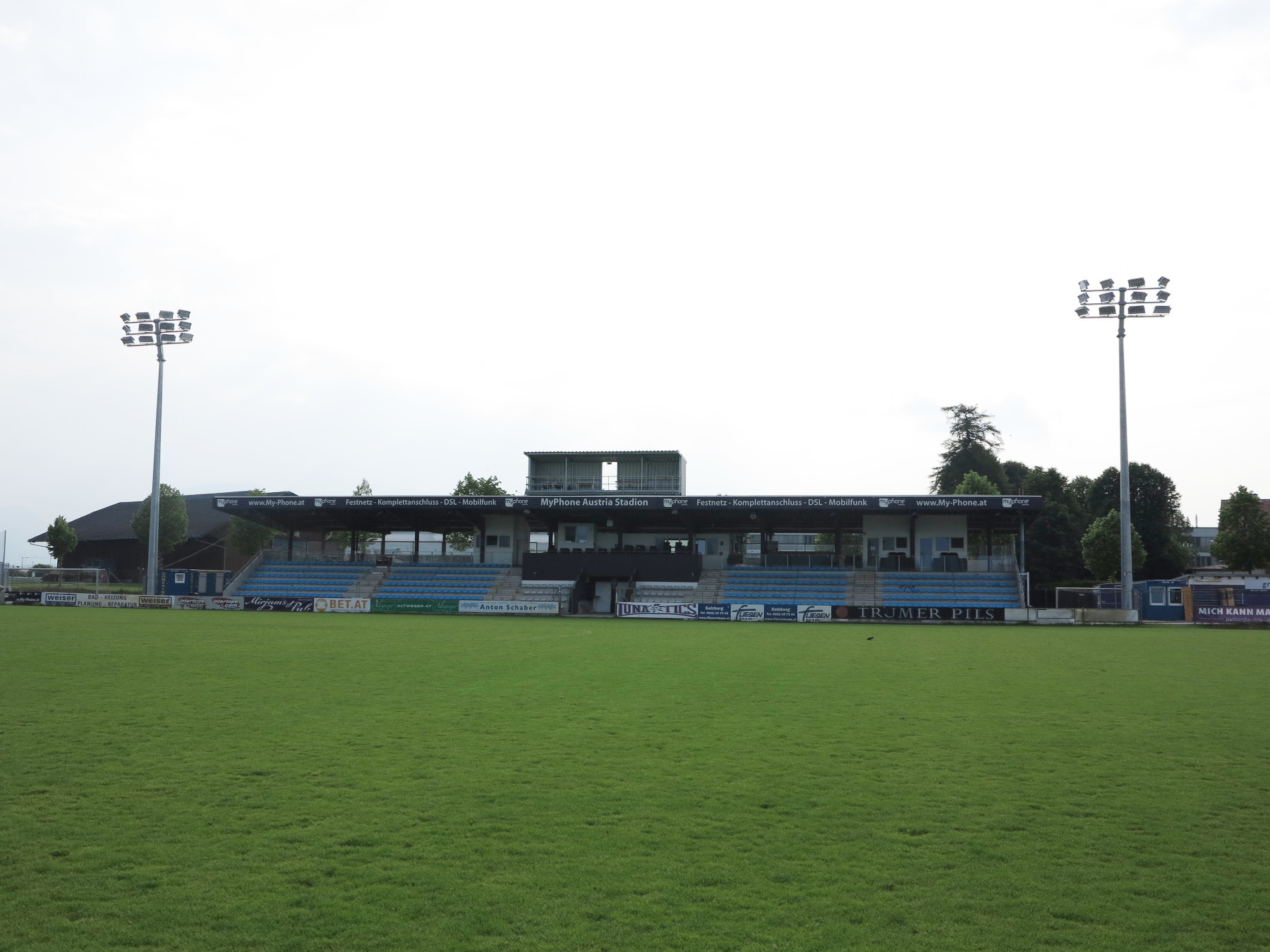
Haupttribüne 06/2017